# Districte de Dahme-Spreewald
El Districte de Dahme-Spreewald (en baix sòrab Wokrejs Damna-Błota) és un districte alemany (districte) en l'estat federal de Brandenburg (Alemanya). Limita amb els districtes d'Oder-Spree, Spree-Neiße, Oberspreewald-Lausitz, Elbe-Elster i Teltow-Fläming, i per la ciutat de Berlín.

## Geografia
- Dahme-Seengebiet (amb el Naturpark Dahme-Heideseen) és el que dona origen al nom del districte
- Baixa Lusàcia (amb el Naturpark Niederlausitzer Landrücken)
- Spreewald (amb el Reserva de la Biosfera de Spreewald)

## Història
El Districte de Dahme-Spreewald es crea en el marc de la reforma de districtes abordada en l'estat federal de Branderburgo el 6 de desembre de 1993.

## Evolució demogràfica
| Any  | Població |
| ---- | -------- |
| 1990 | 142.899  |
| 1991 | 140.836  |
| 1992 | 141.714  |
| 1993 | 141.701  |
| 1994 | 142.819  |
| 1995 | 144.990  |
| 1996 | 147.871  |
| 1997 | 150.995  |
| 1998 | 154.894  |

| Any  | Població |
| ---- | -------- |
| 1999 | 157.341  |
| 2000 | 158.994  |
| 2001 | 159.568  |
| 2002 | 159.923  |
| 2003 | 160.173  |
| 2004 | 161.179  |
| 2005 | 161.937  |
| 2006 | 161.756  |
| 2007 | 161.699  |

## Composició del Districte
| Städte ¹ Ciutats lliures 1. Golßen ¹ (2.661) 2. Königs Wusterhausen (33.400) 3. Lieberose ¹ ↔ Luboraz (1.514) 4. Lübben (Spreewald) ↔ Lubin (Błota) (14.250) 5. Luckau (10.334) 6. Märkisch Buchholz ¹ (805) 7. Mittenwalde (8.683) 8. Teupitz ¹ (1.870) Amtsfreie Gemeinde 1. Bestensee (6.651) 2. Eichwalde (6.114) 3. Heideblick (4.088) 4. Heidesee (7.041) 5. Märkische Heide ↔ Wusoka (4.464) 6. Schönefeld (12.831) 7. Schulzendorf (7.617) 8. Wildau (9.911) 9. Zeuthen (10.272) | Ämter i municipis associats 1. Golßener Land (4.468) 1. Drahnsdorf (649) 2. Golßen (Stadt) (2.661) 3. Kasel-Golzig (764) 4. Steinreich (594) 2. Lieberose/Oberspreewald ↔ Luboraz/Gorne Błota (7.921) 1. Alt Zauche-Wußwerk ↔ Stara Niwa-Wozwjerch (573) 2. Byhleguhre-Byhlen ↔ Bela Gora-Belin (825) 3. Jamlitz ↔ Jemjelnica (600) 4. Lieberose ↔ Luboraz (Stadt) (1.514) 5. Neu Zauche ↔ Nowa Niwa (1.228) 6. Schwielochsee (1.633) 7. Spreewaldheide (549) 8. Straupitz ↔ Tšupc (999) 3. Schenkenländchen (8.303) 1. Groß Köris (2.334) 2. Halbe (2.167) 3. Märkisch Buchholz (Stadt) (805) 4. Münchehofe (514) 5. Schwerin (613) 6. Teupitz (Stadt) (1.870) 4. Unterspreewald ↔ Dolna Blota (4.934) 1. Bersteland (930) 2. Krausnick-Groß Wasserburg ↔ Kšušwica-Wódowy Grod (632) 3. Rietzneuendorf-Staakow ↔ Nowa Wjas psi rece-Stoki (666) 4. Schlepzig ↔ Slopišca (641) 5. Schönwald ↔ Bely Gózd (1.212) 6. Unterspreewald ↔ Dolna Blota (863) |  |

## Política

### Governador (landräte)
- 1993–1997: Hartmut Linke (SPD)
- 1997–2008: Martin Wille (SPD)
- seit 1. März 2008: Stephan Loge (SPD)

### Kreistag
La composició del Kreistag el 28 de setembre de 2008 era:
| Partit           | Escons |
| ---------------- | ------ |
| SPD              | 15     |
| Die Linke        | 13     |
| CDU              | 11     |
| UBL              | 4      |
| FDP              | 4      |
| Bündnis 90/Grüne | 2      |
| NPD              | 3      |
| Bauernpartei     | 3      |
| AfE              | 1      |